# Nomada tesaceobalteata
Nomada tesaceobalteata là một loài Hymenoptera trong họ Apidae. Loài này được Cameron mô tả khoa học năm 1910.